# روبرت هوك (جندي)
روبرت هوك (بالإنجليزية: Robert Hoke)‏ هو جندي أمريكي، ولد في 27 مايو 1837 في لينكنتون في الولايات المتحدة، وتوفي في 3 يوليو 1912 في رالي في الولايات المتحدة.